# حمض اليورونيك

حمض الغلوكورونيك أحد أحماض اليورونيك

أحماض اليورونيك (أو أحماض الألديورونيك) هي صنف من الأحماض السكرية مع وجود مجموعة كربونيل ومجموعة كربوكسيلية وظيفية.
تصنف هذه الأحماض كيميائياً ضمن السكريات تتأكسد فيها مجموعة الهيدروكسيل من الكربونيل إلى المجموعة الوظيفية الكربوكسيلية. تعرف أحماض اليورونيك المشتقة من الهكسوز باسم أحماض الهكسيورونيك، أما أحماض اليورونيك المشتقة من البنتوز باسم أحماض البنتيورونيك.